# Maltoza-transportujuća ATPaza
Maltoza-transportujuća ATPaza (EC 3.6.3.19, Maltose-transporting ATPase) je enzim sa sistematskim imenom ATP fosfohidrolaza (import maltoze). Ovaj enzim katalizuje sledeću hemijsku reakciju
ATP + 2O + maltozaout {\displaystyle \rightleftharpoons } ADP + fosfat + maltozain
Ova ATPaza ABC-tipa je karakteristična po prisustvu dva slična ATP-vezujuća domena.

## Spoljašnje veze
- Maltose-transporting+ATPase на 